# Instrument dęty blaszany

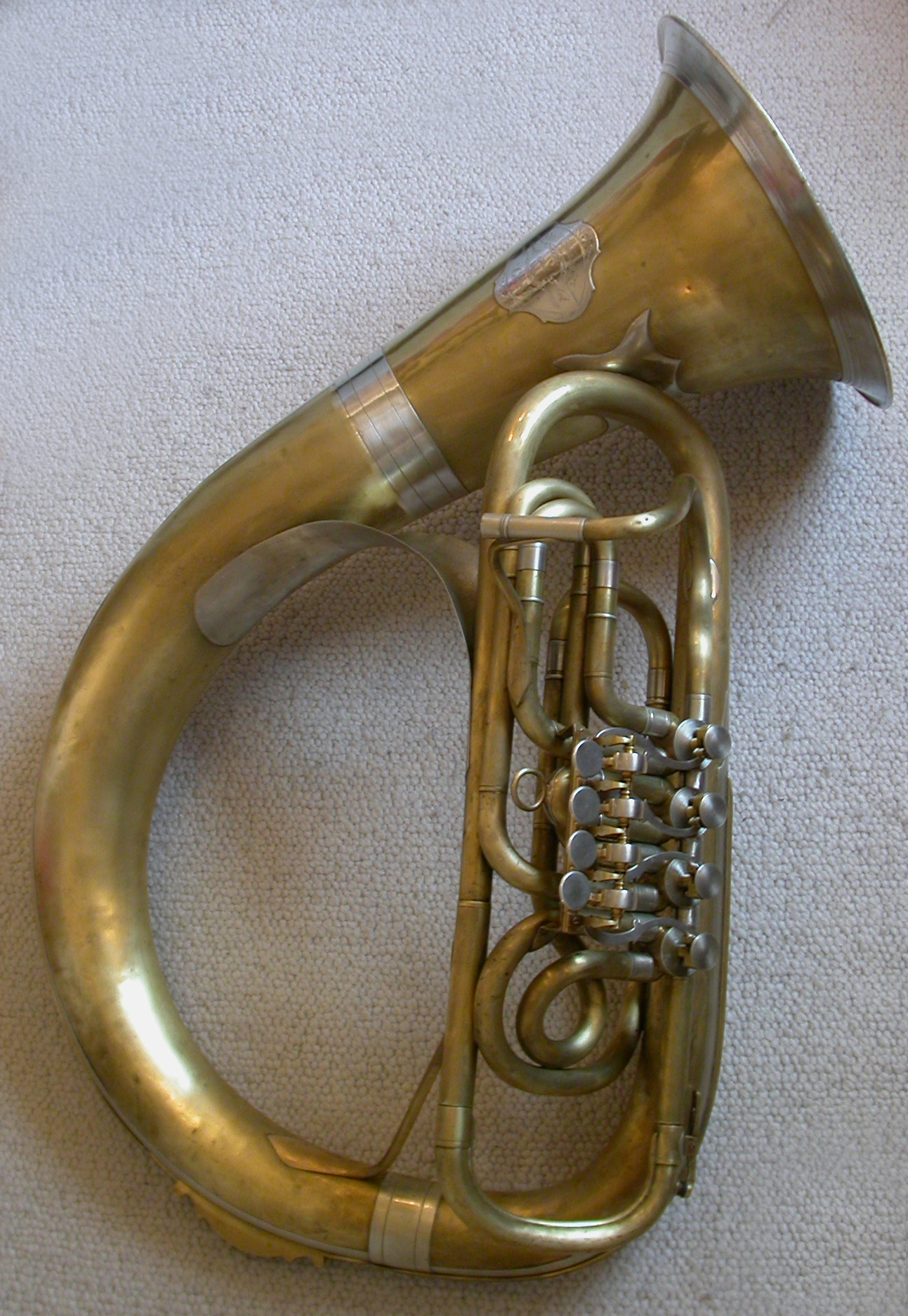
Instrument dęty blaszany – helikon

Instrument dęty blaszany – instrument dęty, którego ustnik, a w większości przypadków także cały instrument, wykonany jest z metalu. Ustnik w instrumentach blaszanych ma kielichowaty kształt o przekroju stożkowym. Cechą charakterystyczną instrumentów blaszanych jest brak stroika, którego rolę przejmują usta grającego podczas przyciskania ich do ustnika.
Do grupy instrumentów dętych blaszanych należą (uszeregowane pod względem wielkości):
- trąbka
- trąbka sygnałowa
- róg (inna nazwa to waltornia)
- puzon
- tuba
- sakshorn
- kornet
- suzafon
- helikon

Do tej grupy zalicza się również skrzydłówkę. Instrumenty dęte są najstarszą grupą instrumentów obok perkusyjnych. Ich początki sięgają czasów prehistorycznych. Wywodzą się z urządzeń służących wzmacnianiu naturalnego głosu ludzkiego. Pierwszymi takimi próbami zapewne było składanie rąk wokół ust, co kierunkowało dźwięk. Później zaczęto używać w tym celu wszelkiego rodzaju przedmiotów pochodzenia naturalnego. Były to zapewne wydrążone gałęzie drzew, bambusowe rury, muszle i w końcu rogi zwierzęce. Właśnie te ostatnie są w ścisłym sensie poprzednikami wszystkich współczesnych instrumentów blaszanych. Róg, najczęściej bydlęcy, miał optymalny kształt pod względem produkcji dźwięku – stożkowo rozszerzającej się rury. Także materiał rogu, gdy odpowiednio wyprawiony, miał właściwości preferujące go do roli instrumentu. Rogi, z czasem wyposażane w metalowe ustniki, stały się ważnym instrumentem użytkowym w dawnych technikach militarnych, służącym jako urządzenie ostrzegawcze oraz do wydawania komend muzycznych. Na przykład w grobowcach faraona Tutenchamona z okresu 1500 p.n.e. znaleziono trąby wykonane ze srebra oraz z brązu. Były to instrumenty składające się z prostej rury o długości ok. 120 cm z dzwonowatym rozszerzeniem u końca o średnicy 26 cm.
Bezpośrednio z rogu wywodzi się trąbka sygnałowa. Może ona mieć różny kształt – od imitującego róg, przez w różny sposób zwiniętą rurę, aż po formę podobną do współczesnej trąbki. Rogi, często misternie zdobione, oprawiane w szlachetne metale i kamienie, stały się atrybutami militarnej gali. Do dziś używane są w łowiectwie i kolejnictwie. Z innych prehistorycznych instrumentów wyewoluowały inne instrumenty znane z wykopalisk, ikonografii lub są do dziś używane w lokalnych kulturach jednakże bez wentyli. Jako że trąbka sygnałowa, jak wcześniejszy róg, ma stałą i niezmienną długość, zmianę wysokości granego dźwięku można zmieniać jedynie poprzez zadęcie i zmianę ułożenia ust w ustniku. Daje to doświadczonemu instrumentaliście możliwości zagrania dźwięków objętych szeregiem harmonicznym opartych na dźwięku, który jest naturalnym strojem instrumentu. Na trąbce sygnałowej gra się zwykle tylko krótkie i proste melodie tzw. fanfary.
Przełomem w historii rozwoju instrumentów blaszanych stało się wynalezienie wentyli w 1813, które włączały do korpusu instrumentu krągliki, co zwielokrotniło liczbę podstawowych dźwięków, a zatem i sumaryczną liczbę harmonicznych (oddzielny szereg dla każdego dźwięku podstawowego).